# Stinkende perikon
Stinkende perikon (Hypericum hircinum) er en løvfældende busk med en tæt, halvkugleformet vækst. Ofte ses visne blade med en kraftig stank (gedelugt) langt hen på vinteren. Hele planten indeholder de stoffer, som giver bladene deres stærke lugt.

## Beskrivelse
Skud og grene er tynde og gaffelgrenede. Barken er først glat og brunrød. Senere bliver den brun med lyse striber. Gammel bark skaller af i strimler. Knopperne er modsatte, udspærrede, små og vinrøde. Ofte ses visne blade med en kraftig stank (gedelugt) langt hen på vinteren. Bladene er ægformede og helrandede med fine kirtelhår. Oversiden er mørkegrøn, mens undersiden er grågrøn. Blomsterne sidder 1-3 sammen ved skudspidserne. De er varmt gule med mange støvdragere. Frugterne er brune kapsler, der modner dårligt i Danmark.
Rodnettet er trævlet og består af en del vel fordelte hovedrødder og masser af fine siderødder. 
Højde x bredde og årlig tilvækst: 0,60 x 1,20 m (15 x 30 cm/år).

## Hjemsted
Stinkende perikon vokser som underskov under lyse egeskove eller som hedeplante i de udbredte maquis-områder omkring Middelhavet. Her findes den sammen med bl.a. musetorn, myrte, pinje, rosmarin, spansk gyvel, steneg og forskellige arter af soløjetræ.
| Portal | Portal:Botanik |